# Félix Lacuesta
Félix Lacuesta (født 20. februar 1958 i Bayonne, Frankrig) er en fransk tidligere fodboldspiller (midtbane).
Gennem sin 16 år lange karriere spillede Lacuesta for adskillige klubber i hjemlandet, heriblandt Saint-Étienne, Bastia, Monaco og Bordeaux. Hos Saint-Étienne var han med til at vinde det franske mesterskab i både 1975 og 1976, mens han med Bastia vandt pokalturneringen Coupe de France i 1981.

## Titler
Ligue 1
- 1975 og 1976 med Saint-Étienne

Coupe de France
- 1981 med Bastia